# Pusty typ danych
Pusty typ danych (ang. void type) – typ danych, którego zmienna niesie zerową informację, czyli, zgodnie z teorią informacji, matematyczna klasa wszystkich wartości zmiennych tego typu zawiera dokładnie jeden element. Wprowadzenie takiego typu do systemu typów języka programowania umożliwia pewne rodzaje uogólnień - nie trzeba rozróżniać funkcji, które zwracają wartość, od tych, które jej nie zwracają (czyli zwracają wartość typu pustego), oraz funkcji, które pobierają jakiś argument, od tych, które tego nie robią.
Typ pusty stosowany jest głównie do:
- Wskazania, że funkcja nie zwraca wyniku (języki C, C++).
- Wskazania, że funkcja nie pobiera żadnych argumentów (konieczne w języku C, opcjonalne w C++)
- Definiowania wskaźników na dane nieokreślonego typu (języki C i C++).

## Typy puste w językach programowania
- C, C++, Java, JavaScript, C# — typ (void)
- języki ML —- unit

## Przykłady

### Definiowanie funkcji niezwracającej wyniku
```
void
 

wypisz_liczbe
(
int
 
liczba
)

{

   
printf
(
"%d
\n
"
,
 
liczba
);

}

```

W przykładzie tym (napisanym w języku C lub C++) słowo kluczowe void 
wskazuje, że funkcja wypisz_liczbe nie zwraca wartości.

### Definiowanie funkcji bezargumentowych
```
int

powitanie
(
void
)

{

    
printf
(
"Witaj!
\n
"
);

    
return
 
0
;

}

```

W przykładzie tym (napisanym w języku C) słowo kluczowe void wskazuje, że funkcja powitanie nie pobiera żadnych argumentów.
W języku C++ taka konstrukcja także jest dopuszczalna. Jednak taki sam rezultat da pozostawienie nawiasu pustego − w języku C oznaczałoby to, że funkcja przyjmuje nieokreśloną liczbę argumentów.

### Definiowanie wskaźników do danych nieokreślonego typu
```
int
   
n
 
=
 
10
;

void
 
*
p
 
=
 
&
n
;

int
  
*
pn
 
=
 
(
int
 
*
)
 
p
;

printf
(
"n = %d
\n
"
,
 
*
pn
);

```

W przykładzie tym zdefiniowano wskaźnik p i przypisano mu adres 
zmiennej całkowitej n. Ponieważ kompilator nie ma żadnej informacji 
o typie danych wskazywanych przez p, nie wolno bezpośrednio wyłuskiwać danych wskazywanych przez p. Aby uzyskać dostęp do tych danych, należy jawnie wskazać ich typ:

### Przykład zaawansowany (qsort)
W standardowej bibliotece języka C występuje funkcja sortujaca qsort o następującym prototypie:
```
void
 

qsort
 
(
void
 
*
array
,
 
size_t
 
count
,
 
size_t
 
size
,
 
int
 
(
*
compare_fun
)
 
(
const
 
void
 
*
a
,
 
const
 
void
 
*
b
))

```

- Ponieważ funkcja ta nie musi zwracać wyniku, typem jej wartości jest void
- Ponieważ funkcji tej chcielibyśmy móc używać do sortowania tablic danych dowolnego, z góry nieznanego typu, dostęp do nich zapewniany jest przez wskaźnik array typu void*.
- Czwarty argument funkcji qsort sam jest funkcją i służy do ustalania kolejności sortowanych elementów. Typem obu argumentów tej funkcji też jest void*, dzięki czemu może ona zostać użyta do sortowania tablic dowolnego typu